# 雷·米切尔
雷·米切尔（英語：Ray Mitchell，1921年3月28日—2001年3月25日），澳大利亚男子摔跤运动员。他曾代表澳大利亚参加1958年和1962年大英帝国和英联邦运动会摔跤比赛，获得一枚银牌和一枚铜牌。